# Caldo de castañas
El caldo de castañas  (se denomina también caldo de los mayas o también como sopa de castañas aunque también calduda) se trata de un caldo típico de la cocina gallega elaborado con castañas hervidas en una especie de potaje. Es una preparación culinaria muy habitual en las zonas montañosas del interior de Galicia. Es un plato muy típico de los días fríos de invierno. 

## Características
Las castañas se mondan y se cuecen con ajo, tras ello se suele elaborar un sofrito con abundante cebolla, pimentón y un poco de vinagre. No lleva ni verduras, ni judías. Se menciona que este plato suele prepararse en los días de nieve cuando resulta difícil salir a buscar verduras y se puede preparar con las castañas almacenadas del otoño. A veces se acompaña el caldo con carne de cerdo fría.  

## Variantes
En algunas zonas de Francia se suelen preparar los caldos de castañas y se suelen acompañar de leche (castañas con leche) y sal.